# Widford (Hertfordshire)
Widford is een civil parish in het bestuurlijke gebied East Hertfordshire, in het Engelse graafschap Hertfordshire. In 2001 telde het dorp 507 inwoners. Widford komt in het Domesday Book (1086) voor als 'Wideford(e)'.